# Gmina Widawa
Die Gmina Widawa ist eine Landgemeinde im Powiat Łaski der Woiwodschaft Łódź in Polen. Sie hat etwa 7250 Einwohner und ihr Sitz ist das Dorf Widawa (deutsch Widawa) mit 1180 Einwohnern.

## Geographie

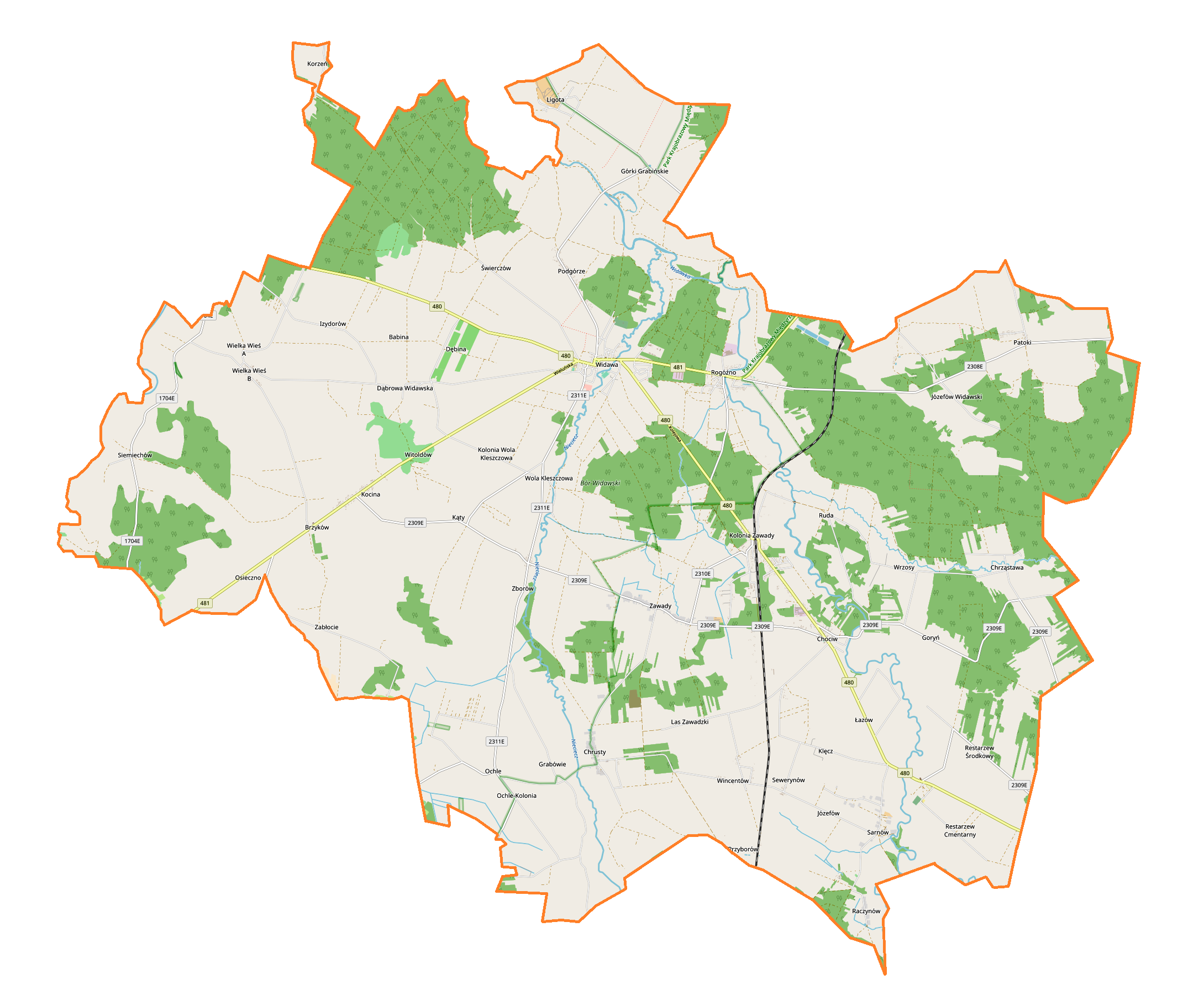
Karte der Gemeinde

Die Gemeinde liegt im Südwesten der Woiwodschaft. Die Kreisstadt Łask (deutsch Lask) liegt 17 Kilometer, Łódź (Lodz) etwa 50 Kilometer und Warschau 160 Kilometer nordöstlich. Nachbargemeinden sind im Powiat Łaski Sędziejowice im Norden, im Powiat Bełchatowski Zelów im Osten, Szczerców im Südosten und Rusiec im Süden, im Powiat Wieluński Konopnica im Südwesten, im Powiat Sieradzki die Burzenin im Westen sowie im Powiat Zduńskowolski Zapolice im Nordwesten. Die Gemeinde hat eine Fläche von 178,0 km², von der 71 Prozent land- und 24 Prozent forstwirtschaftlich genutzt werden. Ihr Gebiet ist mit 41 Einwohnern/km² dünn besiedelt. Die Widawka und ihre Zuflüsse Grabia und Nieciecz durchziehen das Gemeindegebiet. Sie entwässert in die Warthe, die einen Teil der westlichen Gemeindegrenze bildet. Ein großer Teil (54,7 Prozent) des Gemeindegebiets gehört zum Landschaftsschutzpark der Flüsse Warthe und Widawka. Durch die Gemeinde verläuft die Grenze zwischen den Klimaregionen Schlesien-Großpolen und Łódź. Höchster Punkt der Gemeinde ist der Hügel Góra Charlawa mit 181 m n.p.m., eine geschützte Moränenformation.

## Geschichte
Während der deutschen Besetzung Polens im Zweiten Weltkrieg kam das Gemeindegebiet bis 1945 zum Landkreis Lask im Reichsgau Wartheland. Für kurze Zeit wurden die Orte umbenannt. Widawa hieß von 1943 bis 1945 Wiedenbruch.
Die Landgemeinde Widawa entstand 1931 aus der Landgemeinde Dąbrowa Widawska und wurde 1954 in Gromadas zerschlagen. Sie wurde zum 1. Januar 1973 im Powiat Łaski alten Zuschnitts in der ehemaligen Woiwodschaft Łódź wieder gebildet. Von 1975 bis 1998 gehörte die Gemeinde zur Woiwodschaft Sieradz. Der Powiat war in dieser Zeit aufgelöst. Die Landgemeinde kam 1999 an den Powiat Łaski der Woiwodschaft Łódź im gegenwärtigen Gebietszuschnitt. Wójt ist seit den Kommunalwahlen 2018 Michał Włodarczyk.

## Gliederung
Zur Landgemeinde (gmina wiejska) Sędziejowice gehören die 41 folgenden Dörfer mit Schulzenamt (sołectwo), denen weitere Orte ohne Schulzenamt zugeordnet sind:
Brzyków
Chociw
Chrusty
Chrząstawa
Dąbrowa Widawska
Dębina
Goryń
Górki Grabińskie
Grabówie
Izydorów
Józefów
Józefów Widawski
Kąty
Klęcz
Kocina
Korzeń
Las Zawadzki
Łazów
Ligota
Ochle
Osieczno
Patoki
Podgórze
Restarzew Cmentarny
Restarzew Środkowy
Rogóźno
Ruda
Sarnów
Sewerynów
Siemiechów
Świerczów
Widawa
Wielka Wieś A
Wielka Wieś B
Wincentów
Witoldów
Wola Kleszczowa
Zabłocie
Zawady
Kolonia Zawady
Zborów
Kleinere Dörfer der Gemeinde sind diesen Schulzenämtern zugeordnet: Babina, Lucjanów, Ochle-Kolonia, Przyborów, Raczynów und Wrzosy. Wüstungen und nicht mehr bestehende Wohnplätze sind Bagna, Kobylarnia, Łaziska und Mokradło.

## Sehenswürdigkeiten
Denkmalgeschützte Sehenswürdigkeiten sind:
- Die Kirche St. Martin in Widawa war ursprünglich gotisch (1446) und wurde 1846, nach dem Brand von 1802, wiederaufgebaut.
- Die Rochuskapelle auf dem Friedhof in Widawa stammt aus dem Jahr 1893 und ersetzte dort einen hölzernen Vorgängerbau.
- Die barocke Kreuzerhöhungskirche in Widawa wurde 1638 errichtet. Im Bernhardinerkloster ist ein Pfarrmuseum mit 170 Exponaten zu sakralen Themen eingerichtet.
- Die neobarocke Johanneskirche in Brzyków wurde von 1860 bis 1872 erbaut.
- Andreaskirche in Restarzew Cmentarny
- Bahnhof und Wasserturm in Chociw
- Park des Guts in Ligota

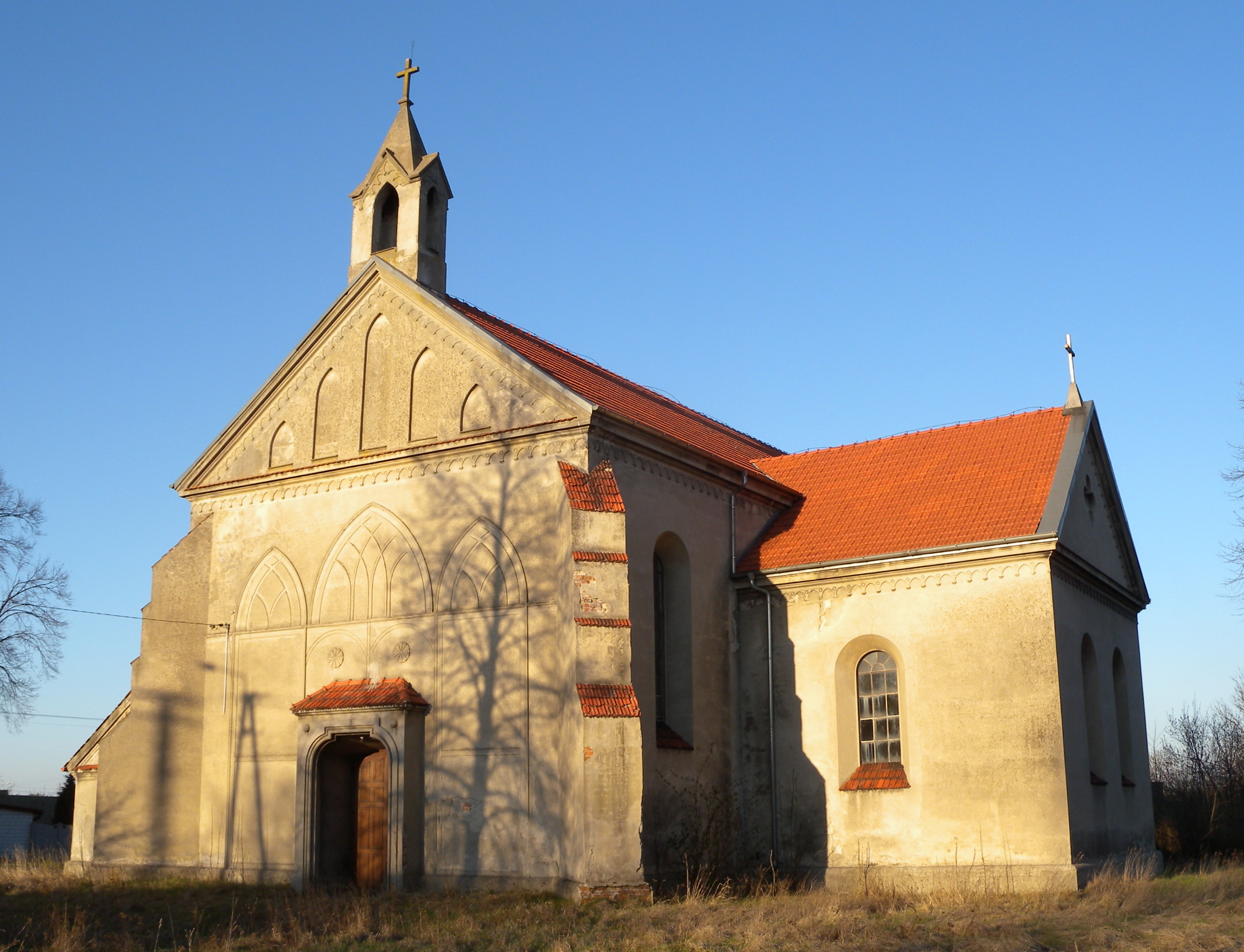
St. Martin in Widawa
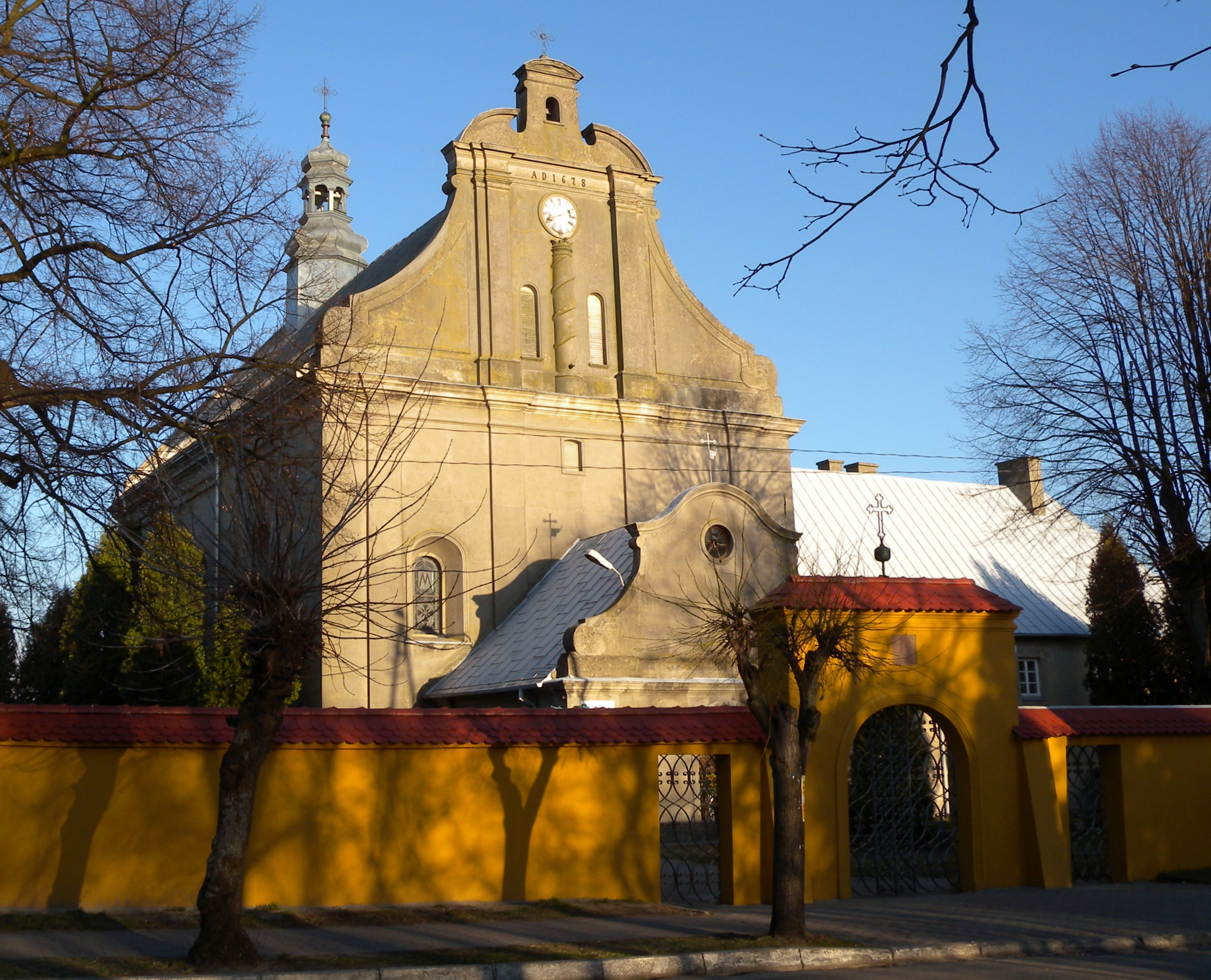
Kreuzerhöhungskirche in Widawa
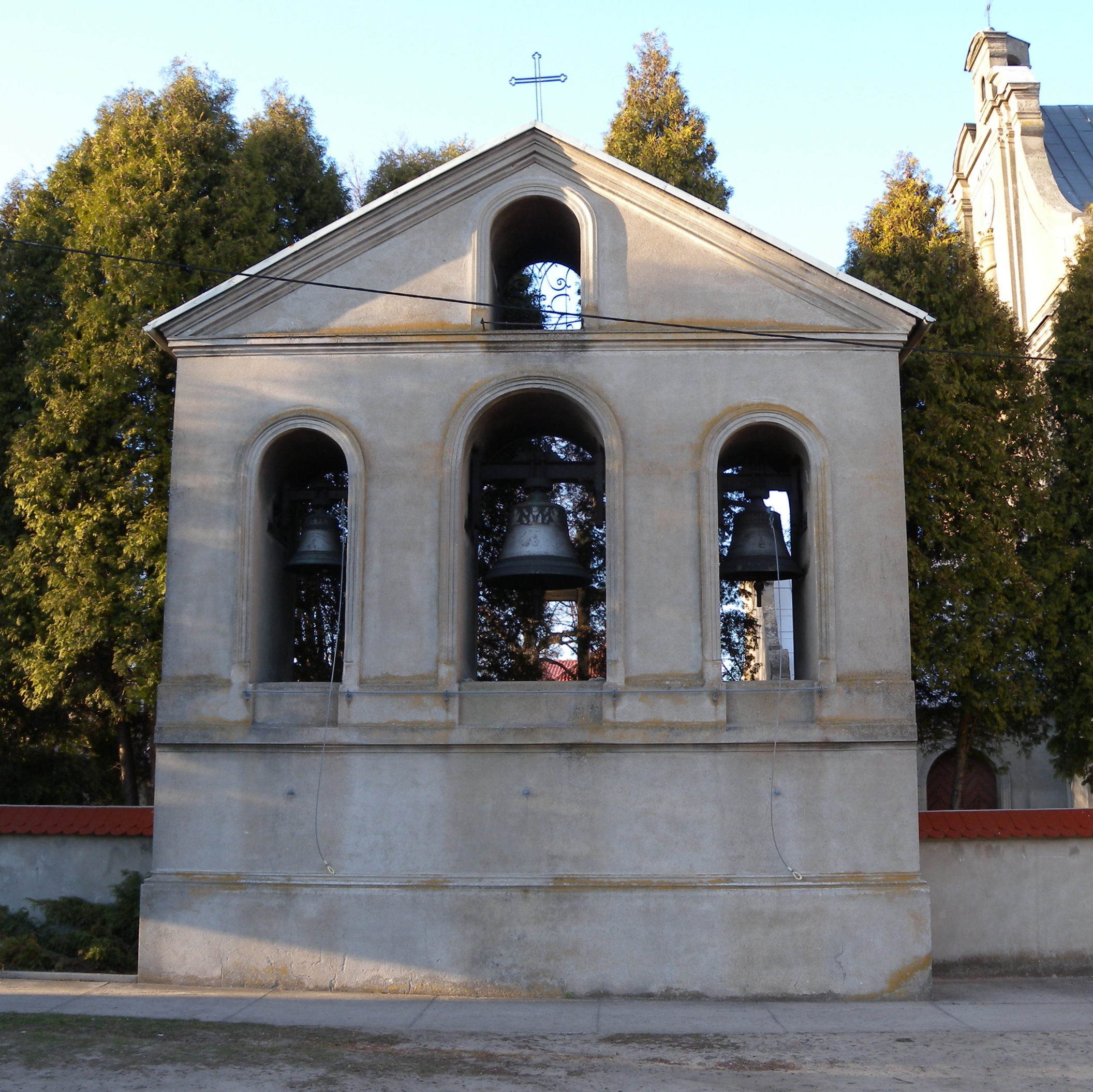
Glockenträger der Kirche
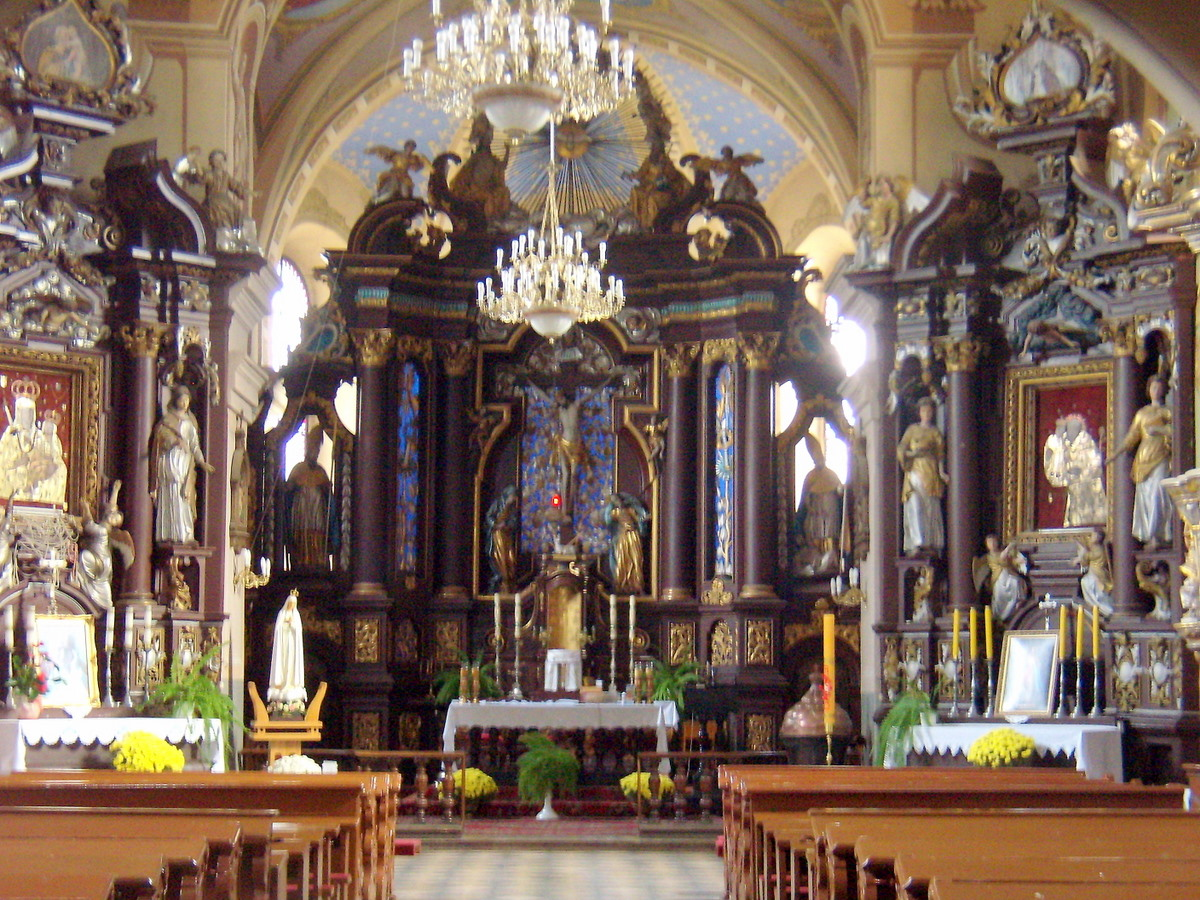
Altäre in der Kirche
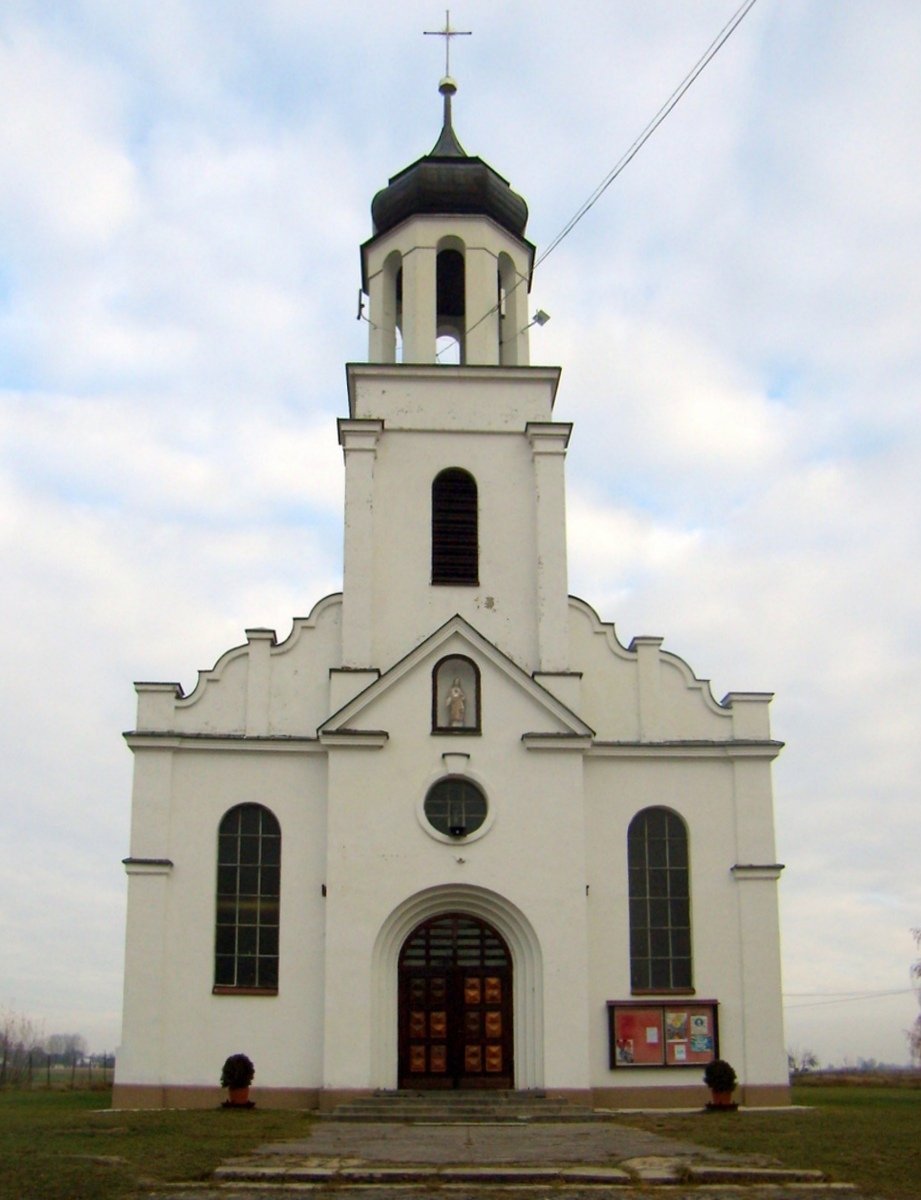
Johanneskirche in Brzyków
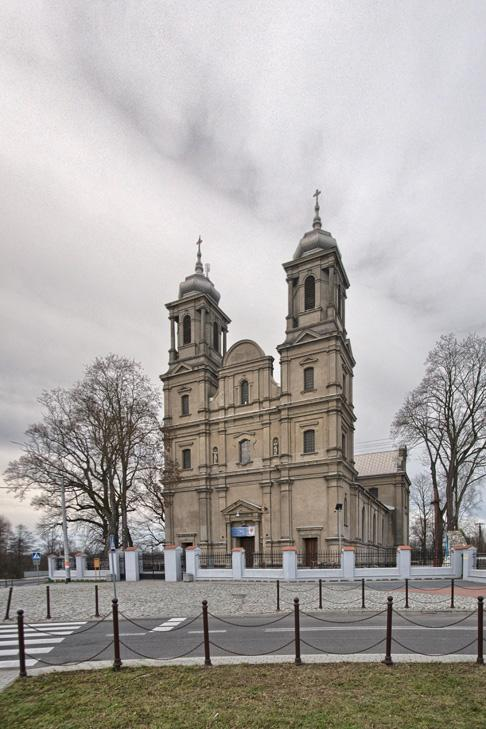
Andreaskirche in Restarzew Cmentarny

## Verkehr

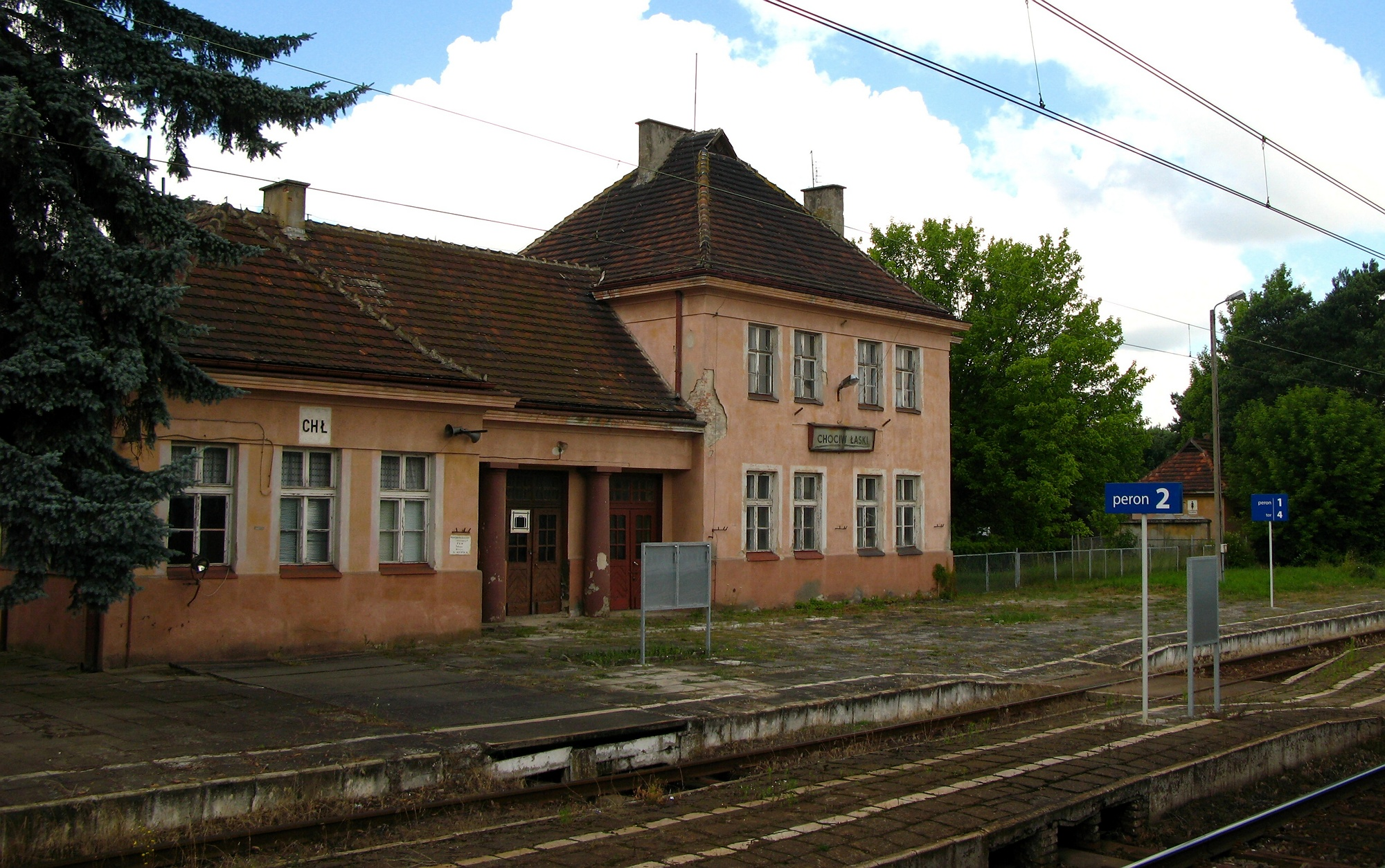
Bahnhof Chociw Łaski, 2014

Die Woiwodschaftsstraße DW480 führt von Sieradz über Widawa nach Szczerców. In Widawa kreuzt die Woiwodschaftsstraße DW481 von der Kreisstadt Łask nach Widoradz. In Łask wird die Schnellstraße S8 erreicht.
Der Bahnhof Chociw Łaski an der Bahnstrecke Chorzów–Tczew (Königshütte–Dirschau, auch „Kohlenmagistrale“ – Magistrala węglowa genannt) liegt im Gemeindegebiet, vier Kilometer vom Hauptort entfernt. In der Nachbargemeinde Sędziejowic bestehen der Bahnhof Kozuby und der Haltepunkt Siedlce Łaskie.
Der nächste internationale Flughafen ist Łódź.